# Ousanas
Ousanas – król Aksum, który władał około 325 roku. Przypuszcza się, że władca o imieniu Ousanas, które widnieje na odnalezionych monetach, oraz Ella Amida znany z późniejszych inskrypcji, legendarny władca to ta sama osoba, przy czym Ella Amida to prawdopodobnie imię tronowe lub tytuł. 
W swojej pracy z 1983 roku W.R.O. Hahn przypuszcza, że Ousanas i Sembrutes, wzmiankowany na inskrypcji odnalezionej w Erytrei, to ta sama osoba; tę hipotezę wspomina Stuart Munro-Hay.

## Monety Ousanasa
Jego wizerunek pojawiał się już na monetach jego poprzednka – Wazeby, stąd wypuszczony przypuszczenie, że pod koniec rządów poprzednika, panował razem z nim. Zachowało się bardzo wiele różnych monet z jego panowania. Miały one na sobie następujące napisy: Niech Ten (krzyż) cieszy państwo, Basileus Ousanas, Aksumski człowiek z Gisene, dzięki łasce Bożej, podziękowanie/eucharystia bogu/bogom(?). Wymienione treści monet, mogą wskazywać, że chrześcijaństwo powoli docierało do Aksum z Aleksandrii.
Monety z okresu rządów Ousanasa znaleziono w latach 90. XX wieku w Indiach.

## Przybycie Św. Frumencjusza
Bardzo prawdopodobne jest to, że w czasie rządów Ousanasa, do Aksum przybyli, Frumencjusz i jego brat, Edezjusz. Byli oni chrześcijańskimi grekami, jednak pochodzili z Tyru. Prawdopodobnie dostali się do Aksum podczas sztormu, ich towarzysze na statku zginęli, a oni zostali sprzedani jako niewolnicy. Po ich uwolnieniu Frumencjusz rozpoczął misję ewangelizacyjną Aksum, a jego brat udał się z powrotem do Tyru.